# 마키모토촌
마키모토촌(牧本村)은 후쿠시마현 이와세군에 있었던 촌이다. 1955년 3얼 31일 마키모토촌, 유모토촌, 오사토촌 및 히로토촌의 일부가 합병하여 덴에이촌이 신설되고 폐지되었다.

## 지리
덴에이촌 동부가 마키모토촌이 있던 곳이다.

## 역사
- 1889년 4월 1일 - 정촌제 시행에 의해 3촌이 합병해 이와세군 마키모토촌이 성립하였다.
- 1955년 3월 31일 - 마키모토촌, 유모토촌, 오사토촌 및 히로토촌의 일부가 합병하여 덴에이촌이 신설되고, 마키모토촌 등은 폐지되었다.

## 인구
- 1891년 741
- 1920년 1,385
- 1947년 1,888

## 참고 문헌
- 角川日本地名大辞典編纂委員会『角川日本地名大辞典 7 福島県』、角川書店、1981年 ISBN 4-04-001070-1
- 日本加除出版株式会社編集部『全国市町村名変遷総覧』、日本加除出版、2006年 ISBN 4-8178-1318-0